# Lietsaari (ö i Birkaland)
Lietsaari är en ö i Finland. Den ligger i sjön Vankavesi och i kommunen Ruovesi i den ekonomiska regionen  Övre Birkalands ekonomiska region  och landskapet Birkaland, i den södra delen av landet, 190 km norr om huvudstaden Helsingfors. Öns area är 10,8 hektar och dess största längd är 0,5 kilometer i nord-sydlig riktning.